# Piper faecatum
Piper faecatum är en pepparväxtart som beskrevs av William Trelease. Piper faecatum ingår i släktet Piper och familjen pepparväxter. Inga underarter finns listade i Catalogue of Life.